# Coursac
Coursac est une commune française située dans le département de la Dordogne, en région Nouvelle-Aquitaine.

## Géographie

### Généralités
En Périgord central, la commune de Coursac est incluse dans l'aire d'attraction de Périgueux.
À moins d'un kilomètre de la route départementale 4, le bourg de Coursac est situé, en distances orthodromiques, neuf kilomètres au sud-ouest du centre-ville de Périgueux et autant à l'est-sud-est de Saint-Astier.
Au nord, le territoire communal est bordé par l'autoroute A89 dont l'échangeur le plus proche est celui de « Périgueux-centre » (no 15), à six kilomètres et demi du bourg par la route.
Le sentier de grande randonnée GR 654 borde la commune au nord-est sur 650 mètres, face à Sanilhac.

### Communes limitrophes
Coursac est limitrophe de huit autres communes dont Marsac-sur-l'Isle au nord par un quadripoint au niveau de la Borne Panlaire.
| Razac-sur-l'Isle | Marsac-sur-l'Isle   | Coulounieix-Chamiers |
| Montrem          | Coursac             | Sanilhac             |
| Manzac-sur-Vern  | Saint-Paul-de-Serre | Chalagnac            |

### Géologie et relief

#### Géologie
Situé sur la plaque nord du Bassin aquitain et bordé à son extrémité nord-est par une frange du Massif central, le département de la Dordogne présente une grande diversité géologique. Les terrains sont disposés en profondeur en strates régulières, témoins d'une sédimentation sur cette ancienne plate-forme marine. Le département peut ainsi être découpé sur le plan géologique en quatre gradins différenciés selon leur âge géologique. Coursac est située dans le troisième gradin à partir du nord-est, un plateau formé de calcaires hétérogènes du Crétacé.
Les couches affleurantes sur le territoire communal sont constituées de formations superficielles du Quaternaire et de roches sédimentaires datant pour certaines du Cénozoïque, et pour d'autres du Mésozoïque. La formation la plus ancienne, notée c4b-c, date du Santonien moyen à supérieur, composée de calcaire crayo-glauconieux avec niveaux à huîtres (P. vesicularis), devenant au sommet plus grossier à silex et rudistes (formation de Saint-Félix-de-Reillac), faciès pouvant évoluer vers des sables fins et grès carbonatés à rudistes. La formation la plus récente, notée CFvs, fait partie des formations superficielles de type colluvions carbonatées de vallons secs : sable limoneux à débris calcaires et argile sableuse à débris. Le descriptif de ces couches est détaillé dans  la feuille « no 782 - Mussidan » de la carte géologique au 1/50 000 de la France métropolitaine, et sa notice associée.

Carte géologique de Coursac.

#### Relief et paysages
Le département de la Dordogne se présente comme un vaste plateau incliné du nord-est (491 m, à la forêt de Vieillecour dans le Nontronnais, à Saint-Pierre-de-Frugie) au sud-ouest (2 m à Lamothe-Montravel). L'altitude du territoire communal varie quant à elle entre 89 m et 225 m,.
Dans le cadre de la Convention européenne du paysage entrée en vigueur en France le 1er juillet 2006, renforcée par la loi du 8 août 2016 pour la reconquête de la biodiversité, de la nature et des paysages, un atlas des paysages de la Dordogne a été élaboré sous maîtrise d’ouvrage de l’État et publié en octobre 2020. Les paysages du département s'organisent en huit unités paysagères et 14 sous-unités. La commune fait partie du Périgord central, un paysage vallonné, aux horizons limités par de nombreux bois, plus ou moins denses, parsemés de prairies et de petits champs.
La superficie cadastrale de la commune publiée par l'Insee, qui sert de référence dans toutes les statistiques, est de 24,65 km2,,. La superficie géographique, issue de la BD Topo, composante du Référentiel à grande échelle produit par l'IGN, est quant à elle de 25,25 km2.

### Hydrographie

#### Réseau hydrographique
La commune est située dans le bassin de la Dordogne au sein du Bassin Adour-Garonne. Elle est drainée par le Cerf, le Naussac, le ruisseau de Chabannes, et par deux petits cours d'eau, qui constituent un réseau hydrographique de 12 km de longueur totale,.
Le Cerf, d'une longueur totale de 15,37 km, prend sa source dans la commune de Boulazac Isle Manoire  (territoire de l'ancienne commune d'Atur) et se jette dans l'Isle en rive gauche à Razac-sur-l'Isle. Au nord-ouest, il arrose le territoire communal sur 1,8 kilomètre.
Autre affluent de rive gauche de l'Isle, le Naussac prend sa source dans l'ouest du territoire communal qu'il arrose sur près d'un kilomètre et demi.
Le ruisseau des Chabannes, affluent de rive droite du Vern, baigne le sud-ouest de la commune sur près de deux kilomètres dont 400 mètres en limite de Manzac-sur-Vern.

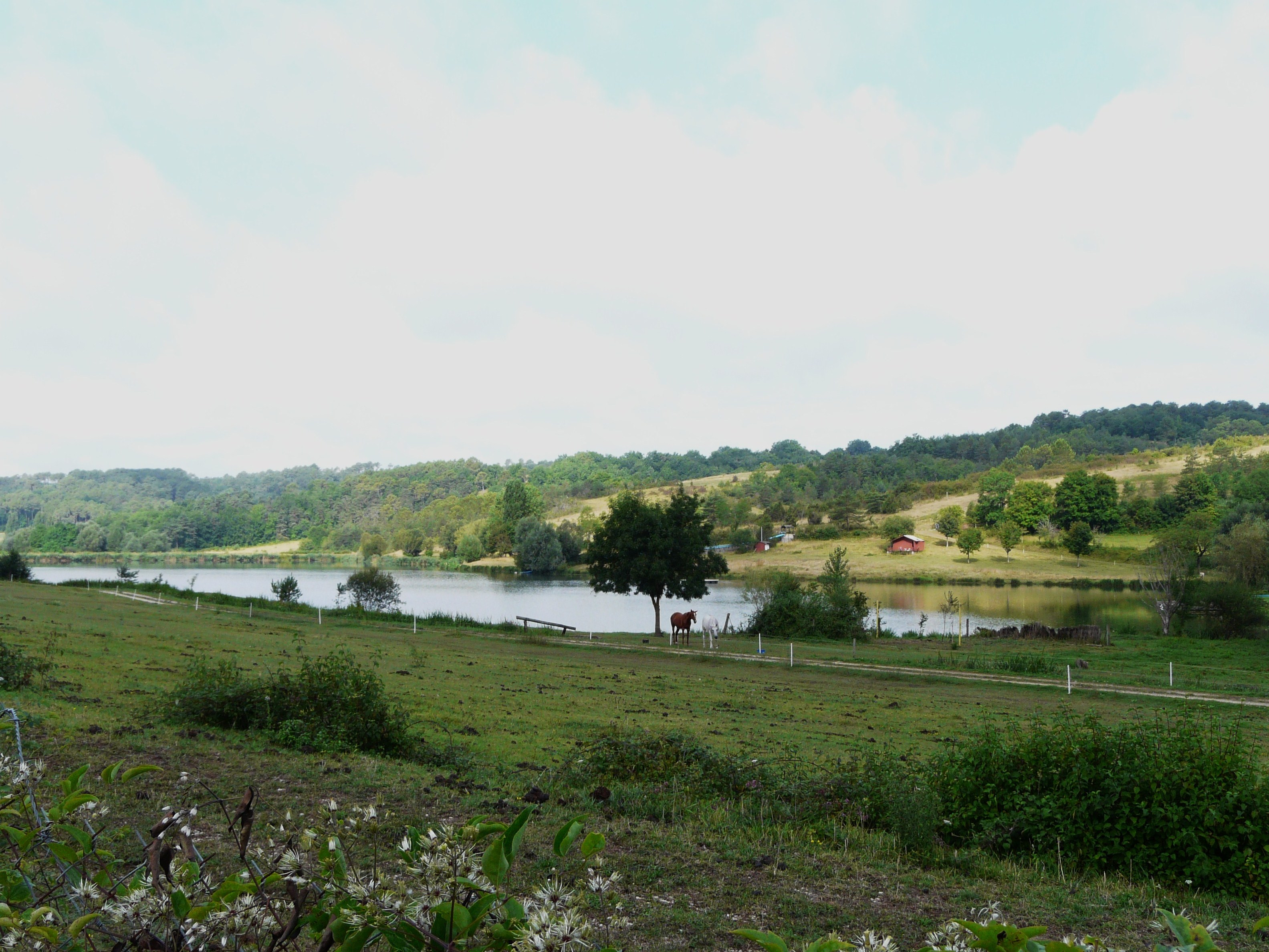
L'étang du Rosier entre Saint-Paul-de-Serre, au premier plan, et Coursac, sur la rive opposée.
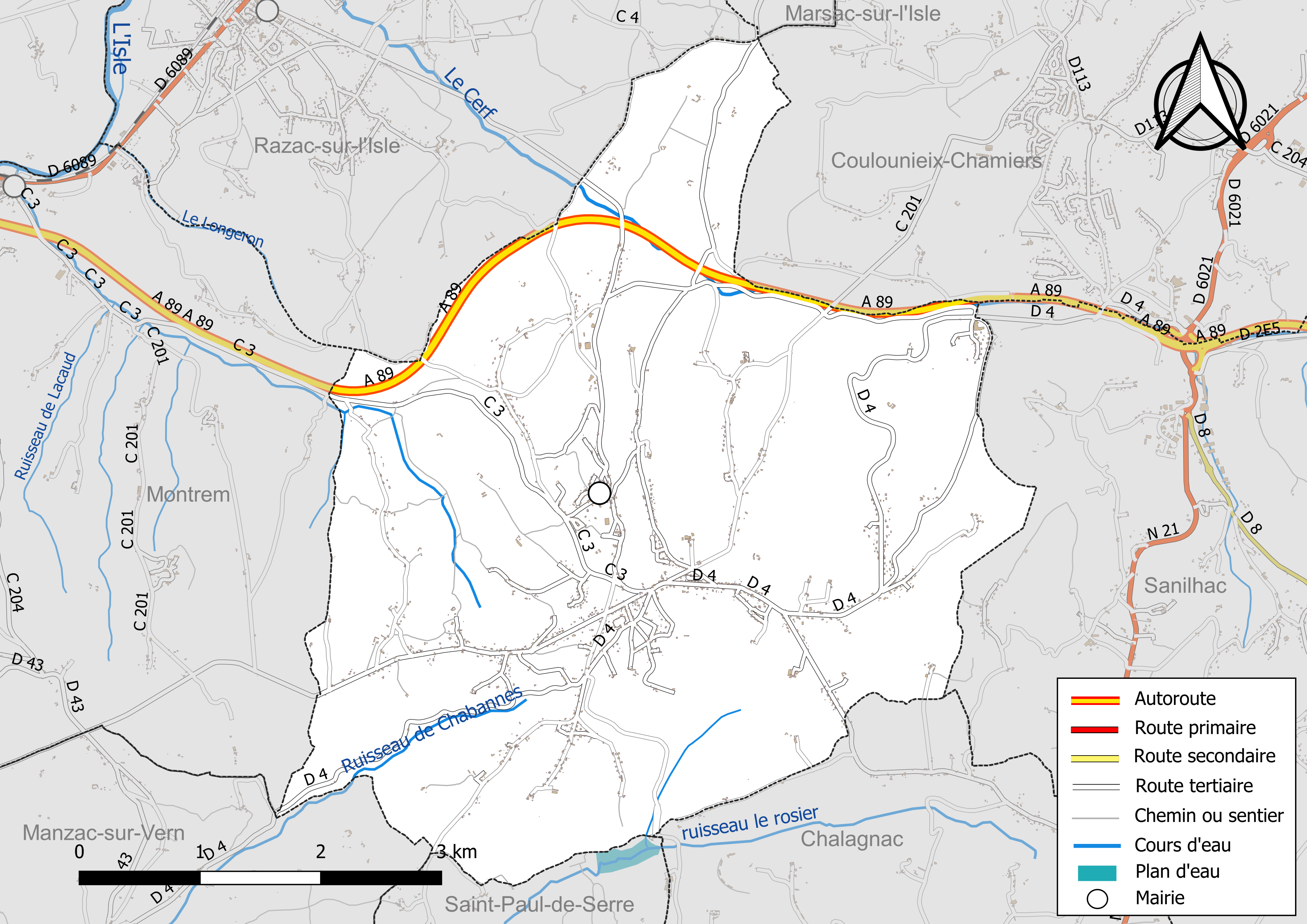
Réseaux hydrographique et routier de Coursac.

#### Gestion et qualité des eaux
Le territoire communal est couvert par le schéma d'aménagement et de gestion des eaux (SAGE) « Isle - Dronne ». Ce document de planification, dont le territoire regroupe les bassins versants de l'Isle et de la Dronne, d'une superficie de 7 500 km2, a été approuvé le 2 août 2021. La structure porteuse de l'élaboration et de la mise en œuvre est l'établissement public territorial de bassin de la Dordogne (EPIDOR). Il définit sur son territoire les objectifs généraux d’utilisation, de mise en valeur et de protection quantitative et qualitative des ressources en eau superficielle et souterraine, en respect des objectifs de qualité définis dans le troisième SDAGE  du Bassin Adour-Garonne qui couvre la période 2022-2027, approuvé le 10 mars 2022.
La qualité des eaux de baignade et des cours d’eau peut être consultée sur un site dédié géré par les agences de l’eau et l’Agence française pour la biodiversité.

### Climat
Pour des articles plus généraux, voir Climat de la Nouvelle-Aquitaine et Climat de la Dordogne.
En 2010, le climat de la commune est de type climat océanique altéré, selon une étude s'appuyant sur une série de données couvrant la période 1971-2000. En 2020, Météo-France publie une typologie des climats de la France métropolitaine dans laquelle la commune est toujours exposée à un climat océanique altéré et est dans la région climatique Aquitaine, Gascogne, caractérisée par une pluviométrie abondante au printemps, modérée en automne, un faible ensoleillement au printemps, un été chaud (19,5 °C), des vents faibles, des brouillards fréquents en automne et en hiver et des orages fréquents en été (15 à 20 jours).
Pour la période 1971-2000, la température annuelle moyenne est de 12,2 °C, avec  une amplitude thermique annuelle de 14,8 °C. Le cumul annuel moyen de précipitations est de 947 mm, avec 12,5 jours de précipitations en janvier et 7 jours en juillet. Pour la période 1991-2020, la température moyenne annuelle observée sur la station météorologique la plus proche, située sur la commune de Coulounieix-Chamiers à 8 km à vol d'oiseau, est de 13,1 °C et le cumul annuel moyen de précipitations est de 912,2 mm,. Pour l'avenir, les paramètres climatiques de la commune estimés pour 2050 selon différents scénarios d’émission de gaz à effet de serre sont consultables sur un site dédié publié par Météo-France en novembre 2022.

## Urbanisme

### Typologie
Au 1er janvier 2024, Coursac est catégorisée commune rurale à habitat dispersé, selon la nouvelle grille communale de densité à 7 niveaux définie par l'Insee en 2022.
Elle est située hors unité urbaine. Par ailleurs la commune fait partie de l'aire d'attraction de Périgueux, dont elle est une commune de la couronne,. Cette aire, qui regroupe 49 communes, est catégorisée dans les aires de 50 000 à moins de 200 000 habitants,.

### Occupation des sols
L'occupation des sols de la commune, telle qu'elle ressort de la base de données européenne d’occupation biophysique des sols Corine Land Cover (CLC), est marquée par l'importance des territoires agricoles (57,6 % en 2018), en diminution par rapport à 1990 (60,2 %). La répartition détaillée en 2018 est la suivante : 
forêts (36,3 %), zones agricoles hétérogènes (22,9 %), terres arables (21,1 %), prairies (13,6 %), zones urbanisées (4,6 %), espaces verts artificialisés, non agricoles (1,4 %). L'évolution de l’occupation des sols de la commune et de ses infrastructures peut être observée sur les différentes représentations cartographiques du territoire : la carte de Cassini (XVIIIe siècle), la carte d'état-major (1820-1866) et les cartes ou photos aériennes de l'IGN pour la période actuelle (1950 à aujourd'hui).

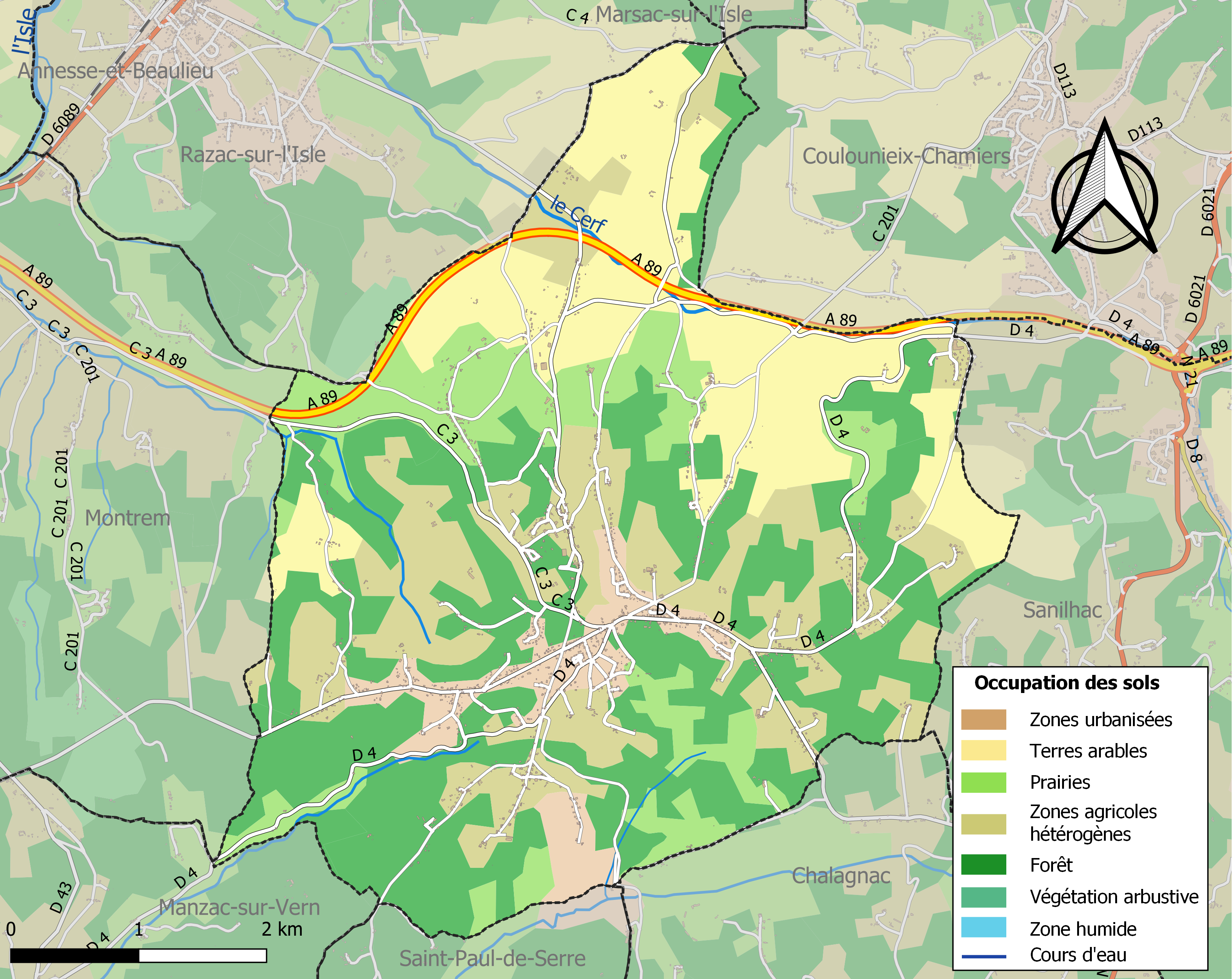
Carte des infrastructures et de l'occupation des sols de la commune en 2018 (CLC).

### Villages, hameaux et lieux-dits
Outre le bourg de Coursac proprement dit, le territoire se compose d'autres villages ou hameaux, ainsi que de lieux-dits :
- Baillou
- Beau
- Beleycout
- la Beylie
- Blanchou
- Blanquet
- Blouze
- les Borderies
- les Brandeaux
- Broussas
- la Brousse
- les Brujoux
- Bruyols
- Buis
- le Cerf de Mémie
- la Chabanne
- Chatras
- Chaussidoux
- Chiconet Bas
- Chiconet Haut
- Coupe-Gorge
- Aux Embois
- Enveaux
- la Faye
- la Feuillade
- Font de Meaux
- les Forêts
- les Girardies
- Goujatoux
- Grands Marots
- Guillaumias
- la Jarthe
- la Jutherie
- Lalande
- Laudonie
- Laugerie
- Lauglusie
- Lespinasse
- Linard
- Maison Jeannette
- Maison Neuve
- Manou
- Maraval
- les Marches
- les Mares
- Mareuil
- Mauvignier
- Meynichoux
- Monsac
- la Morinie
- le Moulin de la Jarthe
- Mourcin
- le Paysset
- le Petit Cerf
- Picharoux
- les Privats
- le Puy de Monsac
- le Ruisseau Noir
- Valadet
- Volvey.

### Prévention des risques
Le territoire de la commune de Coursac est vulnérable à différents aléas naturels : météorologiques (tempête, orage, neige, grand froid, canicule ou sécheresse), feux de forêts, mouvements de terrains et séisme (sismicité très faible). Il est également exposé à un risque technologique, le transport de matières dangereuses. Un site publié par le BRGM permet d'évaluer simplement et rapidement les risques d'un bien localisé soit par son adresse soit par le numéro de sa parcelle.

#### Risques naturels
Coursac est exposée au risque de feu de forêt. L’arrêté préfectoral du 14 mars 2013 fixe les conditions de pratique des incinérations et de brûlage dans un objectif de réduire le risque de départs d’incendie. À ce titre, des périodes sont déterminées : interdiction totale du 15 février au 15 mai et du 15 juin au 15 octobre, utilisation réglementée du 16 mai au 14 juin et du 16 octobre au 14 février. En septembre 2020, un plan inter-départemental de protection des forêts contre les incendies (PidPFCI) a été adopté pour la période 2019-2029,.

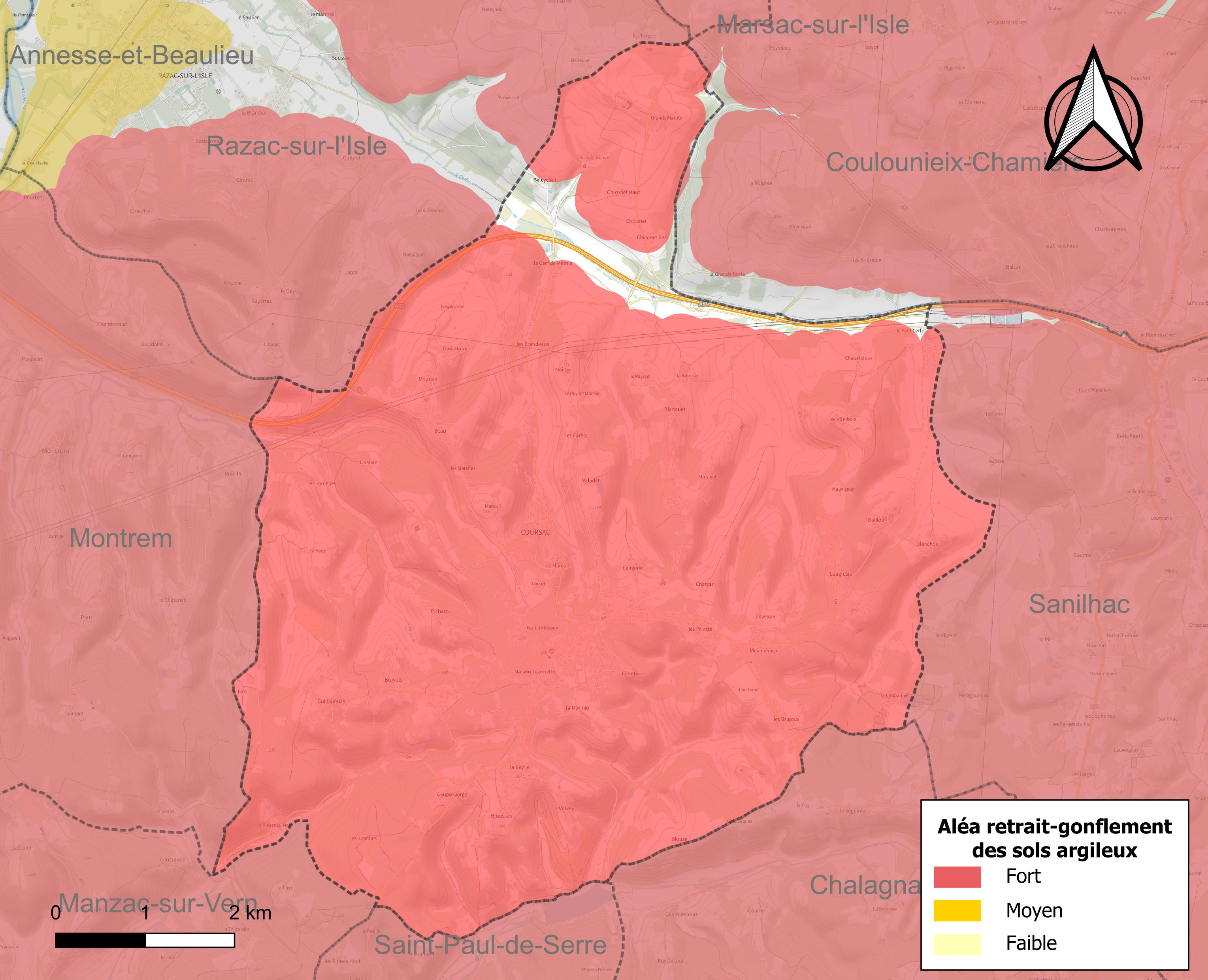
Carte des zones d'aléa retrait-gonflement des sols argileux de Coursac.

Les mouvements de terrains susceptibles de se produire sur la commune sont des tassements différentiels. Le retrait-gonflement des sols argileux est susceptible d'engendrer des dommages importants aux bâtiments en cas d’alternance de périodes de sécheresse et de pluie. 96,4 % de la superficie communale est en aléa moyen ou fort (58,6 % au niveau départemental et 48,5 % au niveau national métropolitain). Depuis le 1er octobre 2020, en application de la loi ÉLAN, différentes contraintes s'imposent aux vendeurs, maîtres d'ouvrages ou constructeurs de biens situés dans une zone classée en aléa moyen ou fort,.
La commune a été reconnue en état de catastrophe naturelle au titre des dommages causés par les inondations et coulées de boue survenues en 1982, 1986, 1999, 2018 et 2020, par la sécheresse en 1989, 1991, 1992, 1995, 1997, 2005, 2011 et 2017 et par des mouvements de terrain en 1999.

## Toponymie
Coursac doit son nom au nom latin Corsacum, du nom d'un personnage gallo-romain du nom de Curtius, suivi de -acum.
En occitan, la commune porte le nom de Corsac.

## Histoire
Au lieu-dit Font de Meaux, des fouilles préventives durant l'été 2004 complétées par une fouille de l'INRAP en 2005 ont permis de localiser un habitat datant du Néolithique final, et deux enclos circulaires de l'âge du Fer.
Pendant des siècles, les ruines d'une villa gallo-romaine ont subsisté. Il n'en reste rien aujourd'hui.
La pierre Panlaire est une borne qui se dresse en bordure de route au croisement des routes conduisant de Coulounieix à Razac et de Coursac à Marsac, près des lieux-dits les Farges et Perlijoux. À l'origine, au XVe siècle, elle marquait la limite des quatre paroisses devenues des communes à la Révolution, à la fin du XVIIIe siècle. Déplacée d'une dizaine de mètres, elle se situe désormais sur le territoire de la commune de Coulounieix-Chamiers.
La paroisse de Coursac est sous le patronage de saint Martin et elle formait jusqu'en 1790 une seigneurie dont les évêques de Périgueux furent de tout temps les seigneurs. C'est d'ailleurs au hameau de Mourcinq que le 8 décembre 991, l'évêque Frotaire de Gourdon, en visite dans la paroisse, fut assassiné.

## Politique et administration

### Rattachements administratifs
Dès 1790, la commune de Coursac a été rattachée au canton de Saint-Astier qui dépendait du district de Perigueux jusqu'en 1795, date de suppression des districts. En 1801, le canton est supprimé et la commune est rattachée au canton de Grignols dépendant de l'arrondissement de Périgueux. Il change de nom et devient le canton de Saint-Astier en 1829, à la suite du transfert du chef-lieu de Grignols vers Saint-Astier.
Lors de l'importante réforme de 2014 définie par le décret du 21 février 2014 et supprimant la moitié des cantons du département, la commune reste attachée au même canton.

### Intercommunalité
Le 27 décembre 2002, la commune adhère à la communauté d'agglomération périgourdine créée trois ans plus tôt. Celle-ci disparait le 31 décembre 2013, remplacée au 1er janvier 2014 par une nouvelle intercommunalité élargie : Le Grand Périgueux.

### Administration municipale
La population de la commune étant comprise entre 1 500 et 2 499 habitants au recensement de 2017, dix-neuf conseillers municipaux ont été élus en 2020,.

### Liste des maires

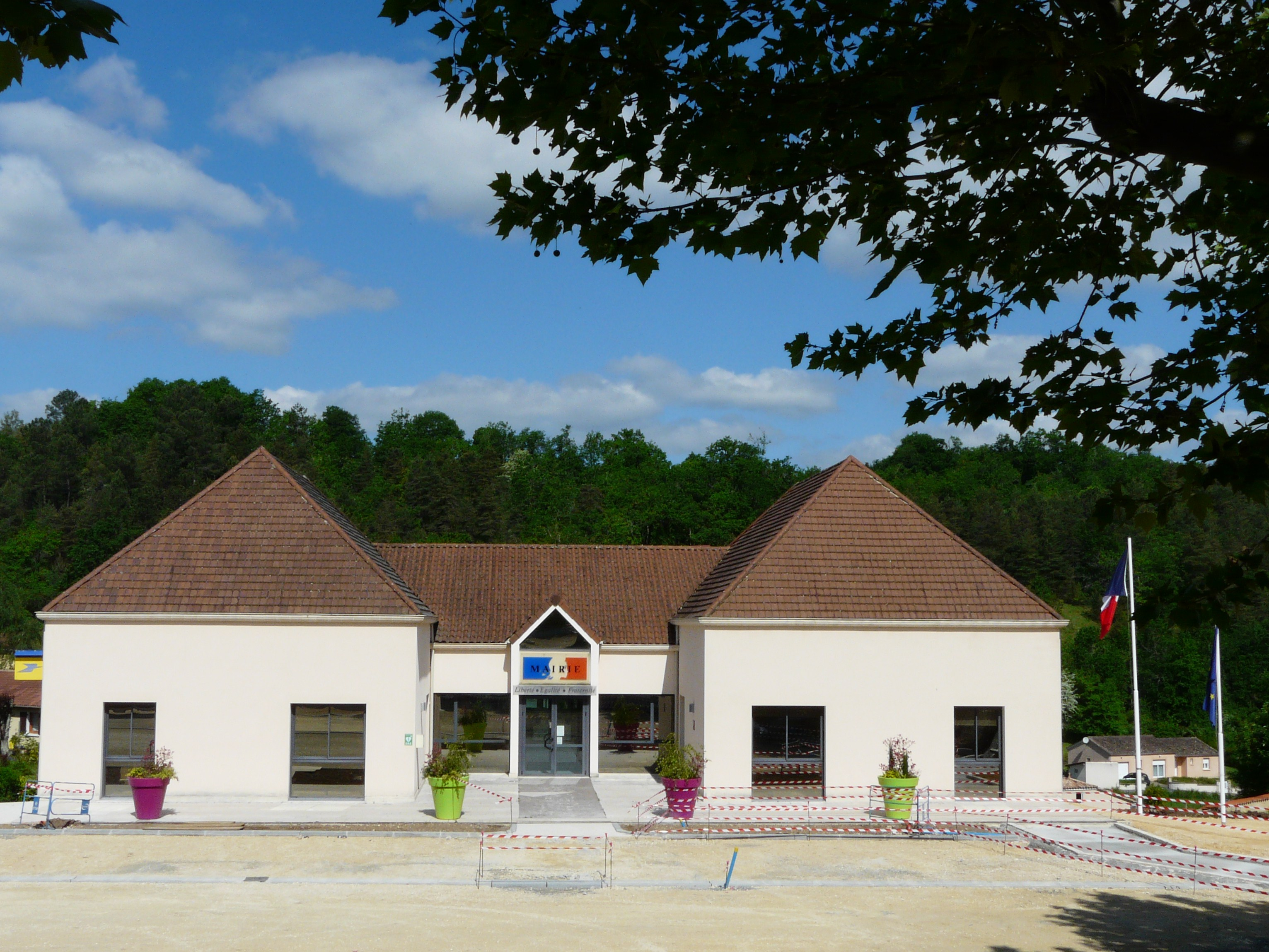
La mairie.

| Période                                  | Période   | Identité                  | Étiquette | Qualité                                                        |
| ---------------------------------------- | --------- | ------------------------- | --------- | -------------------------------------------------------------- |
| Les données manquantes sont à compléter. |           |                           |           |                                                                |
| 1799                                     | 1804      | Mr Descouts (Descoux)     |           |                                                                |
| 1804                                     | 1815      | Mathieu Cherifel          |           |                                                                |
| 1815                                     | 1830      | Hyacinthe Forêt-Martin    |           |                                                                |
| 1830                                     | 1832      | Simon-Hippolyte Germilhac |           |                                                                |
| 1832                                     | 1863      | Gérard-Germain Fourgeaud  |           |                                                                |
| 1863                                     | 1871      | Pierre-Alfred Labat       |           |                                                                |
| 1871                                     | 1876      | Hippolyte Aublant         |           |                                                                |
| 1876                                     | 1878      | Charles Gadaud            |           |                                                                |
| 1878                                     | 1889      | Germain Lebriat           |           |                                                                |
| 1889                                     | 1897      | Louis Lebriat             |           |                                                                |
| 1897                                     | 1912      | François-Charles Soulet   |           |                                                                |
| 1912                                     | 1929      | Arthur Gadaud             |           |                                                                |
| 1929                                     | 1944      | Hippolyte Aublant         |           |                                                                |
| 1944                                     | 1945      | Maurice Chaminade         |           |                                                                |
| 1945                                     | mai 1953  | Jean Gadaud               |           |                                                                |
| mai 1953                                 | mars 1971 | Anatole Lachaud           |           |                                                                |
| mars 1971                                | mars 1983 | Jean Julliand             |           |                                                                |
| mars 1983                                | mars 2013 | Bernard Peyrouny          | SE        | Retraité agricole                                              |
| mars 2013 (réélu en mai 2020)            | En cours  | Pascal Protano            | DVD       | Conseiller départemental du canton de Saint-Astier (2015-2021) |

### Jumelages
- Fernelmont (Belgique) depuis 2000
- Colfelice (Italie) depuis 2021

## Équipements et services publics

### Justice
Dans le domaine judiciaire, Coursac relève : 
- du tribunal judiciaire, du tribunal pour enfants, du conseil de prud'hommes et du tribunal de commerce de Périgueux ;
- du pôle Nationalité du tribunal judiciaire de Périgueux (compétent uniquement dans le domaine de la nationalité) ;
- de la cour d'appel, du tribunal administratif et de la cour administrative d'appel de Bordeaux.

## Population et société

### Démographie
Les habitants de Coursac se nomment les Coursacois.
L'évolution du nombre d'habitants est connue à travers les recensements de la population effectués dans la commune depuis 1793. Pour les communes de moins de 10 000 habitants, une enquête de recensement portant sur toute la population est réalisée tous les cinq ans, les populations de référence des années intermédiaires étant quant à elles estimées par interpolation ou extrapolation. Pour la commune, le premier recensement exhaustif entrant dans le cadre du nouveau dispositif a été réalisé en 2005.

En 2022, la commune comptait 2 326 habitants, en évolution de +9,1 % par rapport à 2016 (Dordogne : +0,37 %, France hors Mayotte : +2,11 %).
| 1793  | 1800 | 1806 | 1821  | 1831  | 1836  | 1841  | 1846  | 1851  |
| ----- | ---- | ---- | ----- | ----- | ----- | ----- | ----- | ----- |
| 1 040 | 940  | 949  | 1 181 | 1 215 | 1 172 | 1 168 | 1 222 | 1 188 |

| 1856  | 1861  | 1866  | 1872  | 1876  | 1881  | 1886 | 1891 | 1896 |
| ----- | ----- | ----- | ----- | ----- | ----- | ---- | ---- | ---- |
| 1 077 | 1 206 | 1 198 | 1 062 | 1 056 | 1 023 | 998  | 991  | 903  |

| 1901 | 1906 | 1911 | 1921 | 1926 | 1931 | 1936 | 1946 | 1954 |
| ---- | ---- | ---- | ---- | ---- | ---- | ---- | ---- | ---- |
| 894  | 815  | 801  | 632  | 623  | 589  | 590  | 530  | 536  |

| 1962 | 1968 | 1975 | 1982 | 1990  | 1999  | 2005  | 2006  | 2010  |
| ---- | ---- | ---- | ---- | ----- | ----- | ----- | ----- | ----- |
| 509  | 496  | 549  | 877  | 1 175 | 1 345 | 1 534 | 1 573 | 1 914 |

| 2015  | 2020  | 2022  | - | - | - | - | - | - |
| ----- | ----- | ----- | - | - | - | - | - | - |
| 2 111 | 2 242 | 2 326 | - | - | - | - | - | - |

### Sports
À l'automne, le Trail des foulées : en 2024 trois trails de 8 à 20 km, marche de 8 ou 12 km, canicross de 8 km et deux courses pour les enfants de 1,5 et 2,5 km (7e édition).

## Économie

### Emploi
En 2015, parmi la population communale comprise entre 15 et 64 ans, les actifs représentent 1 078 personnes, soit 51,1 % de la population municipale. Le nombre de chômeurs (80) a augmenté par rapport à 2010 (61) et le taux de chômage de cette population active s'établit à 7,4 %.

### Établissements
Au 31 décembre 2015, la commune compte 115 établissements, dont soixante-deux au niveau des commerces, transports ou services, vingt dans la construction, treize relatifs au secteur administratif, à l'enseignement, à la santé ou à l'action sociale, onze dans l'agriculture, la sylviculture ou la pêche, et neuf dans l'industrie.

## Culture locale et patrimoine

### Lieux et monuments
- Château de La Feuillade, qui perdit ses tours peu avant la fin de la Seconde Guerre mondiale, lors d'un incendie. Ce château appartint jadis à plusieurs familles de nobles lignage : la famille d'Aix (de la fin du XVe s. au XVIIIe s.), la Famille de Beaupoil (au XVIIIe s.) et la famille de Chancel (qui le détenait en 1789).
- Château de la Jarthe, XVe et XVIe siècles, avec sa chapelle et son pigeonnier inscrits aux monuments historiques depuis 1948[59]. Ce château appartint jadis à plusieurs familles de noble lignage : la Famille du Puy de La Jarthe (des déb. du XIVe s. à 1583) la famille de Chillaud (de 1583 au XVIIe s.), la famille du Saillant (du XVIIe au XVIIIe s.) et la famille de La Roche-Aymon (du XVIIIe s. à 1836).
- Château de Manou, qui appartint jadis à plusieurs familles de noble lignage : la famille de Benoit du XVIe s. à 1891, la famille de Scoraille (de 1891 à 1928) et la famille de Marignan (qui le détenait durant la 2e guerre mondiale).
- Église Saint-Martin[60]., dont les cloches sont d'origine, les révolutionnaires n'ayant pas réussi à les descendre pour les faire fondre et en faire des canons.
- L'étang du Rosier, d'environ 8 hectares est situé presque entièrement sur Saint-Paul-de-Serre, et marginalement sur Chalagnac et Coursac. En 2025, Le Grand Périgueux décide d'acheter le domaine qui s'étend sur 36 hectares pour en faire un espace de biodiversité qui, sera ouvert aux enfants des écoles en semaine et à tout le monde les week-ends[61].

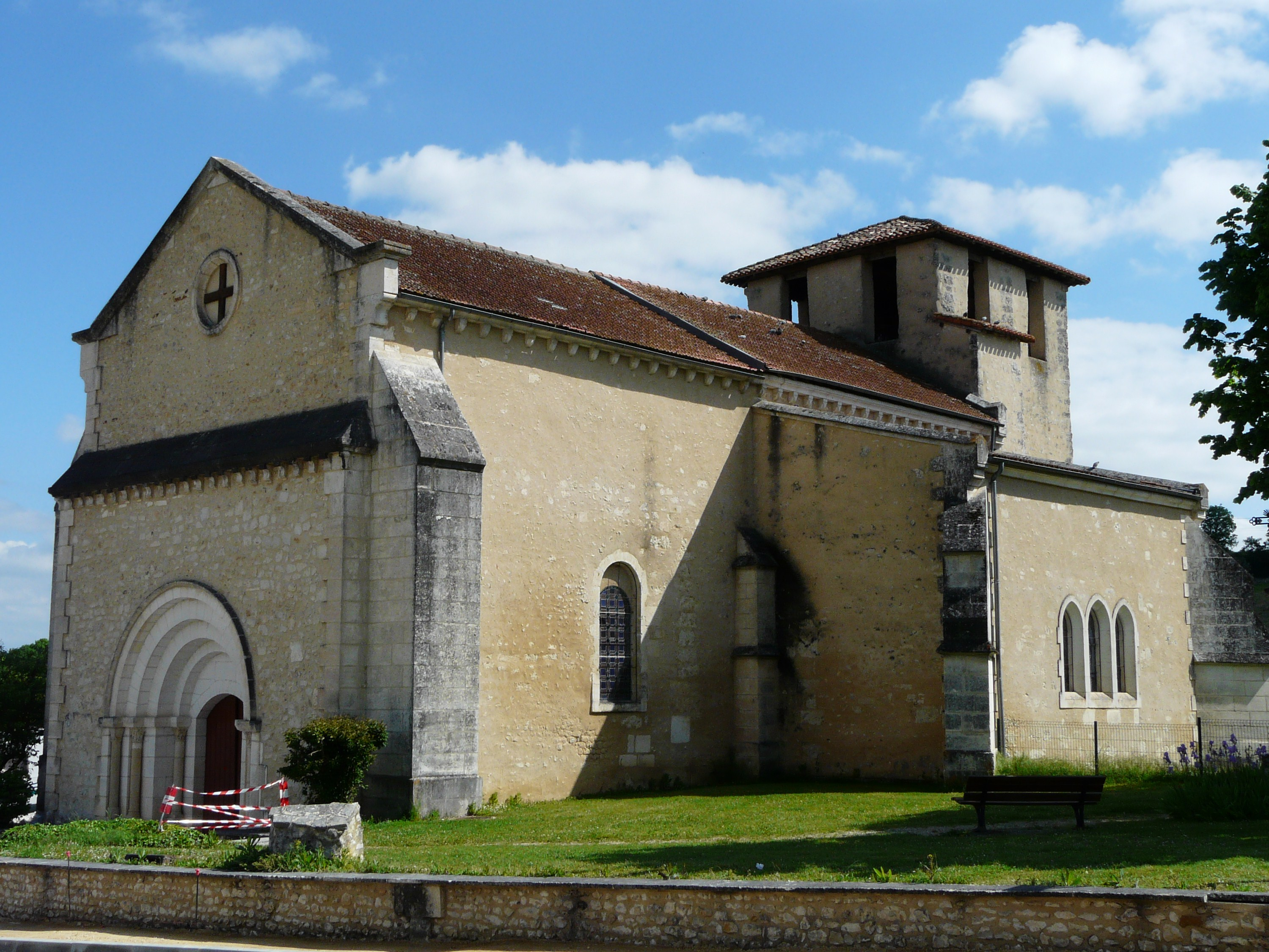
L'église Saint-Martin.
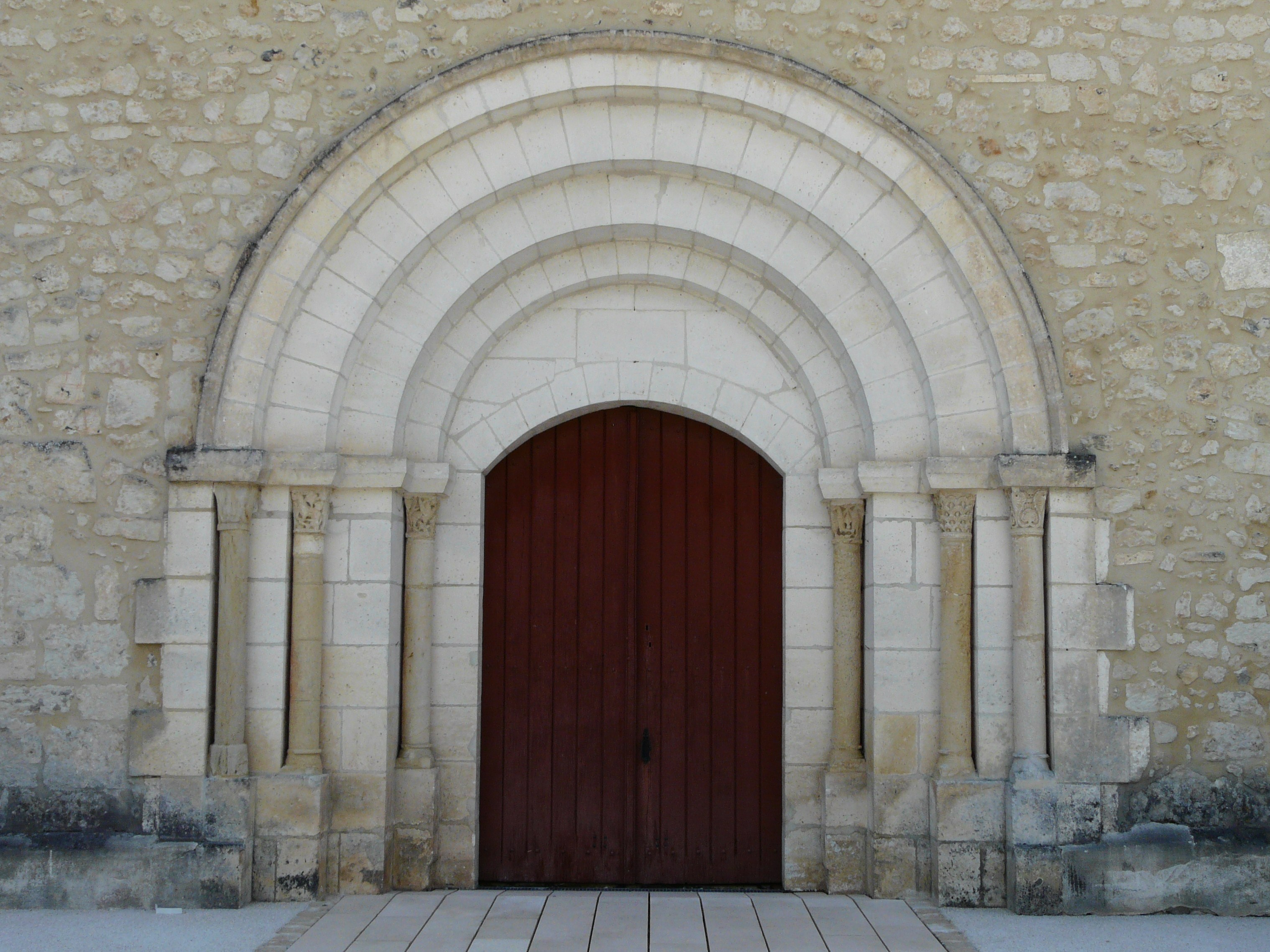
Son portail.
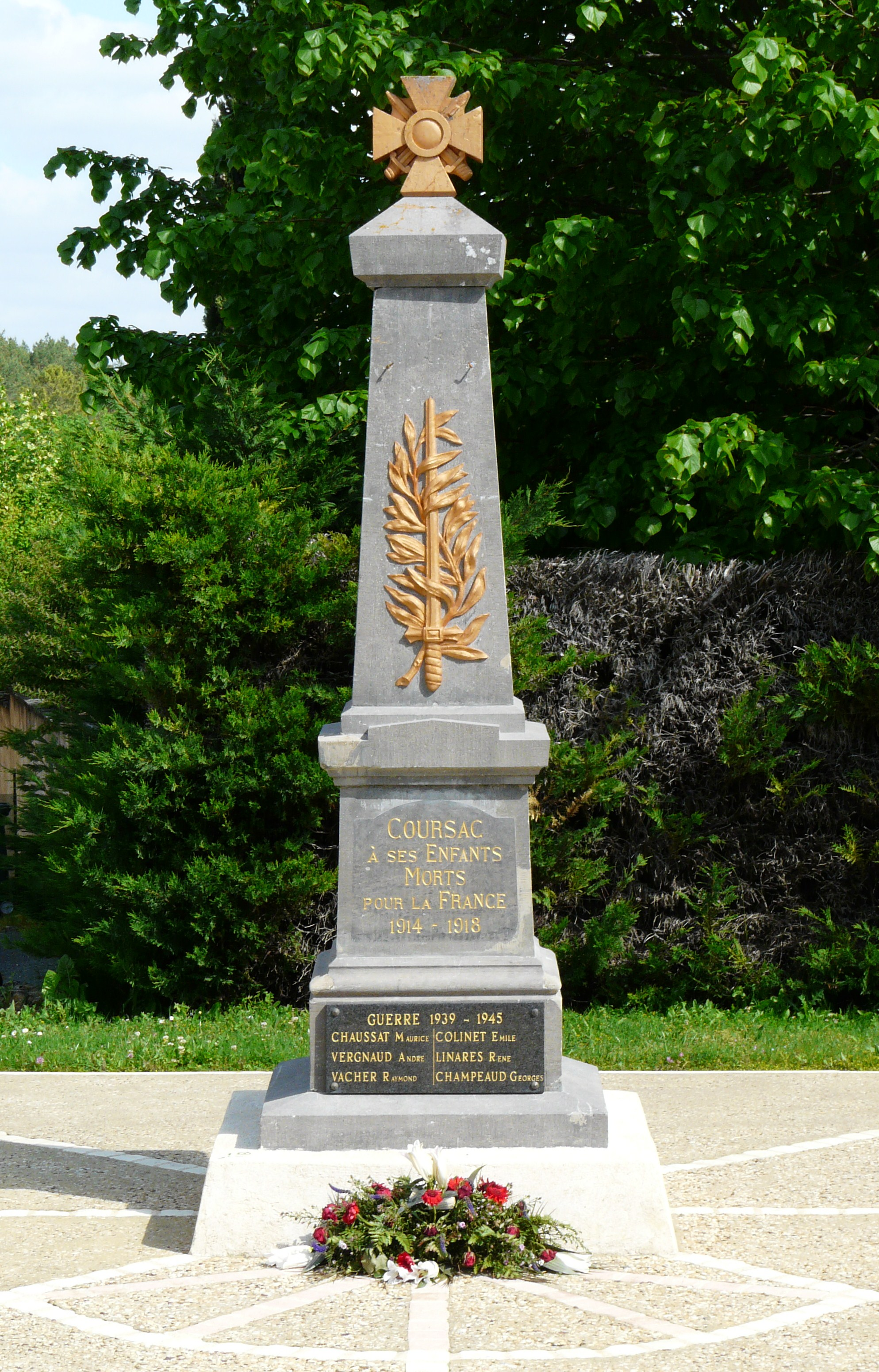
Le monument aux morts.

### Personnalités liées à la commune
- Simone Mareuil (1903-1954), actrice de cinéma, y a vécu.

### Héraldique
| Armes de Coursac | Les armes de Coursac se blasonnent ainsi : « D'azur à trois étoiles d'or, l'une en chef et les deux autres en pointe, à deux épis de blé, aussi d'or, mis en pal, l'un à senestre, l'autre à dextre. » |

## Pour approfondir